# Шуто, Жан-Пьер
Жан-Пьер Шуто (фр. Jean-Pierre Chouteau; 10 октября 1758 — 10 июля 1849) — французский креол, торговец пушниной и индейский агент, один из первых поселенцев Сент-Луиса. В 1975 году был введён в Национальный музей ковбоев и западного наследия.

## Биография
Жан-Пьер Шуто родился в Новом Орлеане в 1758 году. Его отец, Пьер Леклед, был родом из Бедуса, небольшого поселения на юго-западе Франции, мать, Мария-Тереза Буржуа Шуто, родилась во Французской Луизиане. У Жан-Пьера было три младшие сестры.
Уже в начале 1760-х годов семья Шуто начала торговать пушниной с осейджами. Жан-Пьер немало времени проводил среди этого индейского народа, где изучил их язык, культуру и обычаи. После смерти его отца в 1778 году, его брат, Огюст взял на себя весь бизнес и значительно расширил его. В 1796 году Жан-Пьер основал торговый пост на стыке реки Неошо и Салайна-Крик, который стал первым постоянным поселением белых людей на месте современного города Салайна. В начале 1800-х годов, половина пушнины, продаваемой в Сент-Луисе, доставляла семья Шуто.
14 июля 1804 года президент США Томас Джефферсон назначил Шуто американским агентом по делам индейцев к западу от реки Миссисипи. В том же году Жан-Пьер основал Миссурийскую меховую компанию, совместное предприятие с Мануэлем Лизой, Уильямом Кларком, Эндрю Генри, Франсуа Мари Бенуа и другими известными торговцами пушниной в Сент-Луисе. Со временем он стал очень богатым и влиятельным жителем Сент-Луиса и сумел сохранить значительную политическую власть после покупки Луизианы Соединёнными Штатами.
В 1808 году Жан-Пьер убедил осейджей подписать договор с американским правительством и продать большую часть земель в Арканзасе и Миссури. Через два года он был избран в совет попечителей Сент-Луиса и стал его первым председателем, позднее был назначен мировым судьёй. Его предприятие по торговле пушниной процветало, благодаря чему, он стал одним из самых богатых жителей Сент-Луиса.
Жан-Пьер Шуто скончался 10 августа 1849 года в возрасте 90 лет в округе Сент-Луис, штат Миссури.

## Семья
Жан-Пьер Шуто в течение свой жизни был женат дважды. Впервые он женился на Пелажи Кирсеро 26 июля 1783 года в Сент-Луисе, где поселился вместе со своими родителями. У них было четверо детей:
- Огюст-Пьер Шуто (1786—1838), выпускник Вест-Пойнта, работавший торговцем пушниной.
- Пьер Шуто-младший (1789—1865), основатель торговых постов в верховьях Миссури, включая форт Пьер, Южная Дакота, и пост в округе Шоуто, Монтана.
- Пелажи Шуто (1790—после 1824), жена Бартоломью Бертольда, итальянского торговца пушниной.
- Поль Лигест Шуто (1792—1851), женился в Сент-Луисе на Констанс Шове-Дюбрей[10].

Вскоре после смерти Пелажи 17 февраля 1794 года в Сент-Луисе, вдовец Шуто женился на Брижит Сосье. У них было пятеро детей, один из которых умер в младенчестве.
- Франсуа Жессо Шуто (1797—1838), первый официальный белый поселенец и основатель Канзас-Сити, штат Миссури.
- Сиприен Шуто (1802—1879), сотрудник меховой компании Шуто-Сарпи, базирующейся в Канзас-Сити.
- Фарамон Шуто (1806—1831), умер в возрасте 24 лет.
- Фредерик Шуто (1809—1891), торговец пушниной и брокер в Уэстпорте, штат Миссури, был женат четыре раза.